# Merodon constans
Merodon constans är en tvåvingeart som först beskrevs av Rossi 1794.  Merodon constans ingår i släktet narcissblomflugor, och familjen blomflugor.
Artens utbredningsområde är Italien. Inga underarter finns listade i Catalogue of Life.